# Communauté de communes de Paray-le-Monial
La Communauté de communes de Paray-le-Monial est une ancienne structure intercommunale française située dans le département 
de Saône-et-Loire et la région Bourgogne-Franche-Comté.

## Composition
| Nom                     | Code Insee | Gentilé      | Superficie (km2) | Population (dernière pop. légale) | Densité (hab./km2) |
| ----------------------- | ---------- | ------------ | ---------------- | --------------------------------- | ------------------ |
| Paray-le-Monial (siège) | 71342      | Parodiens    | 25,20            | 9 133 (2014)                      | 362                |
| Hautefond               | 71232      |              | 13,62            | 213 (2014)                        | 16                 |
| L'Hôpital-le-Mercier    | 71233      | Hospitois    | 16,47            | 299 (2014)                        | 18                 |
| Nochize                 | 71331      | Nochizois    | 11,07            | 101 (2014)                        | 9,1                |
| Poisson                 | 71354      | Possidéens   | 35,48            | 572 (2014)                        | 16                 |
| Saint-Léger-lès-Paray   | 71439      | Leodégariens | 13,37            | 694 (2014)                        | 52                 |
| Saint-Yan               | 71491      |              | 26,15            | 1 166 (2014)                      | 45                 |
| Versaugues              | 71573      |              | 10,86            | 201 (2014)                        | 19                 |
| Vitry-en-Charollais     | 71588      | Vitriers     | 21,24            | 1 125 (2014)                      | 53                 |
| Volesvres               | 71590      |              | 21,53            | 617 (2014)                        | 29                 |

## Historique
- La communauté de communes a vu le jour le 9 décembre 1996.
- La commune de Saint-Yan l'a rejointe le 1er janvier 2013 et celle de Vitry-en-Charollais le 1er janvier 2014.
- Le 1er janvier 2017, avec la mise en place du nouveau schéma départemental de coopération intercommunale, la communauté de communes fusionne avec les communautés de communes Digoin Val de Loire et du Charolais pour former la Communauté de communes du Grand Charolais.